# Ghost Town (песня Канье Уэста)
«Ghost Town» — шестая песня с восьмого студийного альбома Ye американского рэпера Канье Уэста. Содержит гостевые участия от PartyNextDoor, Кида Кади и 070 Shake. Сиквел песни вышел на альбоме хип-хоп дуо Kids See Ghosts, под названием «Freeee (Ghost Town, Pt. 2)».

## Коммерческий успех
Песня дебютировала в американских чартах Billboard Hot 100, заняв 16 строчку, что является лучшим показателем среди всех песен с альбома. Трек получил платиновую сертификацию от RIAA за продажу 1,000,000 копий в США 23 сентября 2020 года.

## Чарты
| Чарт (2018)                           | Высшая позиция |
| ------------------------------------- | -------------- |
| Австралия (ARIA)                      | 22             |
| Австрия (Ö3 Austria Top 40)           | 67             |
| Канада (Billboard Canadian Hot 100)   | 21             |
| Чехия (Singles Digitál Top 100)       | 42             |
| Эстония (Eesti Tipp-40)               | 32             |
| Франция (SNEP)                        | 146            |
| Греция (IFPI)                         | 24             |
| Венгрия (Stream Top 40)               | 29             |
| Ирландия (IRMA)                       | 24             |
| Нидерланды (Single Top 100)           | 81             |
| Новая Зеландия (Recorded Music NZ)    | 14             |
| Португалия (AFP)                      | 29             |
| Словакия (Singles Digitál Top 100)    | 23             |
| Швеция (Sverigetopplistan)            | 100            |
| Швейцария (Schweizer Hitparade)       | 73             |
| Великобритания (UK Singles Chart)     | 17             |
| Великобритания (UK R&B Chart)         | 23             |
| США (Billboard Hot 100)               | 16             |
| США (Billboard Hot R&B/Hip-Hop Songs) | 11             |

| Чарт (2018)                   | Позиция |
| ----------------------------- | ------- |
| США Hot R&B Songs (Billboard) | 42      |

## Сертификации
| Регион                                                                      | Сертификация | Продажи   |
| --------------------------------------------------------------------------- | ------------ | --------- |
| Великобритания (BPI)                                                        | Серебряный   | 200 000   |
| США (RIAA)                                                                  | Платиновый   | 1 000 000 |
| Данные о продажах + прослушиваниях приведены только на основе сертификации. |              |           |